# Cinnyris nectarinioides
Cinnyris nectarinioides là một loài chim trong họ Nectariniidae.